# Reglas Mínimas de las Naciones Unidas para el Tratamiento de los Reclusos (Reglas Nelson Mandela)
La Asamblea General de las Naciones Unidas aprueba la revisión propuesta de las Reglas Mínimas para el Tratamiento de los Reclusos como las Reglas Mínimas de las Naciones Unidas para el Tratamiento de los Reclusos.

## Reglas Mínimas de las Naciones Unidas para el Tratamiento de los Reclusos
El 17 de diciembre de 2016  la Asamblea General de las Naciones Unidas en la Resolución 70/175 aprueba la revisión propuesta de las Reglas Mínimas para el Tratamiento de los Reclusos, que figura en el anexo de la presente resolución, como las Reglas Mínimas de las Naciones Unidas para el Tratamiento de los Reclusos.

La Asamblea General,
Aprueba la revisión propuesta de las Reglas Mínimas para el Tratamiento de los Reclusos, que figura en el anexo de la presente resolución, como las Reglas Mínimas de las Naciones Unidas para el Tratamiento de los Reclusos. Aprueba la recomendación del Grupo de Expertos de que las Reglas se denominen “Reglas Nelson Mandela”, en homenaje al legado del difunto Presidente de Sudáfrica, Nelson Rolihlahla Mandela, que pasó 27 años encarcelado durante su lucha por los derechos humanos, la igualdad, la democracia y la promoción de una cultura de paz a nivel mundial
Organización de las Naciones Unidas

## Reglas Nelson Mandela
- I. Reglas de aplicación general
  - Principios fundamentales (reglas 1 a 5)
  - Gestión de los expedientes de los reclusos (reglas 6 a 10)
  - Separación por categorías (regla 11)
  - Alojamiento (reglas 12 a 17)
  - Higiene personal (regla 18)
  - Ropas y cama (reglas 19 a 21)
  - Alimentación (reglas 22)
  - Ejercicio físico y deporte (regla 23)
  - Servicios médicos (reglas 24 a 35)
  - Restricciones, disciplina y sanciones (reglas 36 a 46)
  - Instrumentos de coerción física (reglas 47 a 49)
  - Registros de reclusos y celdas (reglas 50 a 53)
  - Información y derecho de queja de los reclusos (reglas 54 a 57)
  - Contacto con el mundo exterior (reglas 58 a 63)
  - Biblioteca (regla 64)
  - Religión (reglas 65 a 66)
  - Depósito de objetos pertenecientes a los reclusos (regla 67)
  - Notificaciones (reglas 68 a 70)
  - Investigaciones (reglas 71 a 72)
  - Traslado de reclusos (regla 73)
  - Personal penitenciario (reglas 74 a 82)
  - Inspecciones internas y externas (reglas 83 a 85)
- II. Reglas aplicables a categorías especiales
  - A. Reclusos penados (reglas 86 a 108)
    - Principios rectores (reglas 86 a 90)
    - Tratamiento (reglas 91 a 92)
    - Clasificación e individualización (reglas 93 a 94)
    - Beneficios (regla 95)
    - Trabajo (reglas 96 a 103)
    - Instrucción y recreo (reglas 104 a 105)
    - Relaciones sociales y ayuda pospenitenciaria (reglas 106 a 108)

  - B. Reclusos con discapacidades o enfermedades mentales (reglas 109 a 110)
  - C. Personas detenidas o en espera de juicio (reglas 111 a 120)
  - D. Personas encarceladas por causas civiles (regla 121)
  - E. Personas detenidas o encarceladas sin imputación de cargos (regla 122)